# Opel OHV Six
Con l'espressione OHV Six si intende una famiglia di motori a scoppio prodotti dal 1937 al 1966 dalla Casa automobilistica tedesca Opel.

## Storia
Dal punto di vista automobilistico gli anni trenta furono un decennio assai prolifico di nuove idee, sia sul fronte estetico (nuove linee aerodinamiche  che raggiunsero i loro culmine con il culto dello "streamlining") e meccanico. Su questo fronte alcune Case cominciarono a convertirsi alla trazione anteriore (Citroën, DKW, ecc.), mentre altre passarono dalla distribuzione a valvole laterali a quella a valvole in testa. La Opel apparteneva a quest'ultima categoria: fino a quel momento, i motori dei suoi già numerosi modelli erano tutti a valvole laterali, una soluzione che affondava le sue radici fin nel periodo dell'alba dell'era automobilistica.

Pertanto questi nuovi motori Opel sono stati quelli che hanno aperto alla Casa di Rüsselsheim la strada all'era dell'automobile moderna.

## Profilo

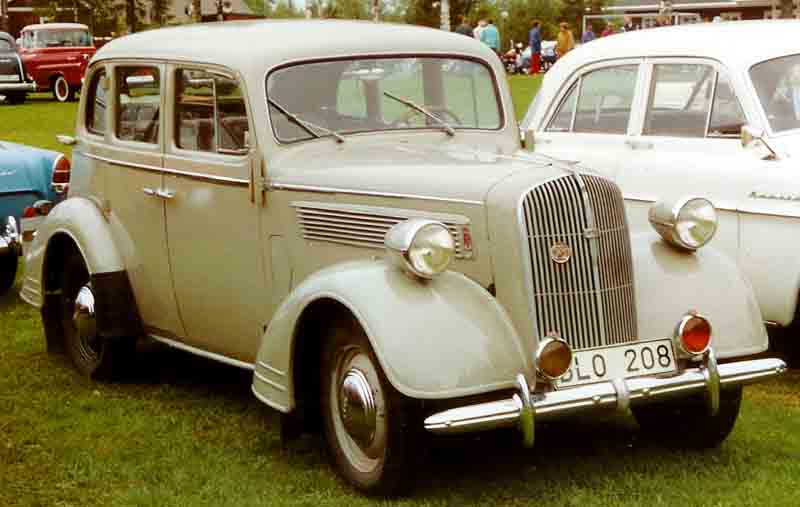
La Super 6 è stata la prima Opel a montare un motore a valvole in testa

Il primo motore Opel dotato di distribuzione a valvole in testa è stato un 6 cilindri in linea progettato per equipaggiare le Opel Super 6. Dal momento che questa vettura aveva mire piuttosto altolocate, il motore doveva essere quindi più innovativo rispetto al passato. I vertici della Casa videro un buon biglietto da visita proprio nella configurazione OHV. Il nome Six deriva ovviamente dal tipo di architettura motoristica, appunto a 6 cilindri.
Le caratteristiche di questo motore erano le seguenti:
- architettura a 6 cilindri in linea;
- basamento e testata in ghisa;
- testata a due valvole per cilindro;
- distribuzione a valvole in testa con un albero a camme laterale;
- alimentazione a carburatore;
- albero a gomiti su 7 supporti di banco.

Questo motore, inizialmente in due versioni, da 2.5 e 3.6 litri, dopo la fine della Seconda guerra mondiale si è ritrovato nella sola versione minore, la quale avrebbe subito solo aggiornamenti graduali, fino ad arrivare all'ultimo step evolutivo, cioè il passaggio da 2.5 a 2.6 litri, avvenuto nel 1959.

Da questa famiglia di motori sarebbe derivata la famiglia di motori OHV Four, introdotta l'anno seguente.

La famiglia di motori OHV Six della Opel è stata rimpiazzata nel 1966 dalla famiglia di motori CIH Six.

Di seguito viene riportata un'analisi più approfondita delle varie evoluzioni dei motori OHV Six della Opel.

### Versione da 2.5 litri
Quella da 2.5 litri è stata la più piccola tra le due versioni esordienti della famiglia OHV Six: l'altra era la versione da 3.6 litri. Non solo, ma delle due è stata anche la versione in grado di affermarsi e trovare un suo posto anche in un periodo di ristrettezze come l'immediato dopoguerra. Questo motore era caratterizzato da misure di alesaggio e corsa pari ad 80x82 mm, per una cilindrata totale di 2473 cm³.

Essendo stato il motore più longevo tra quelli appartenenti alla famiglia OHV Six, ha anche subito diverse evoluzioni, descritte di seguito.

#### Prima variante (1937-51)
La prima variante introdotta, grazie ad un rapporto di compressione pari a 6:1 e ad un carburatore invertito Opel, erogava una potenza massima di 55 CV a 3500 giri/min, con una coppia massima di 145 N·m a 1600 giri/min. Questa variante ha trovato applicazione su:
- Opel Super 6 (1937-38);
- Opel 2.5 Liter Geländesportwagen (1937-38);
- Opel Kapitän Mk1 (1938-40);
- Opel Kapitän Mk2 (1948-51).

#### Seconda variante (1951-53)
A partire dal 1951, il 6 cilindri OHV da 2.5 litri beneficiò di alcune migliorie al motore, la cui potenza massima passò così a 58 CV, mentre la coppia massima rimase quasi invariata a 147 N·m a 1600 giri/min. Con queste caratteristiche leggermente aggiornate, il motore è stato montato sulle Opel Kapitän Mk3 (1951-53).

#### Terza variante (1953-55)
Aggiornamenti più consistenti si ebbero nel 1953, quando fu introdotta la quarta serie della Kapitän. Questi nuovi aggiornamenti portarono il motore ad erogare una potenza massima di 68 CV (anziché 58) a 3500 giri/min. La coppia massima, inizialmente di 160 N·m a 1700 giri/min, nel 1954 crebbe ulteriormente fino a 168 N·m al medesimo regime.

#### Quarta variante (1955-58)
Nel 1955, con l'uscita di produzione della Kapitän quarta serie e l'arrivo della quinta, il 6 cilindri OHV da 2.5 litri ha subito ulteriori miglioramenti, tali da portare la potenza massima a 75 CV a 3900 giri/min. Anche la coppia massima migliorò, sebbene in maniera più leggera, e si portò da 168 a 173 N·m a 1700 giri/min.

#### Quinta variante (1958-59)
La quinta variante del 2.5 litri OHV Opel aveva una potenza salita da 75 ad 80 CV a 4100 giri/min, mentre la coppia massima non solo è leggermente migliorata (da 173 a 176 N·m), ma è stata resa disponibile in maniera costante tra 1400 e 2400 giri/min. Questo motore è stato montato sulle Opel Kapitän P1 (1958-59).

#### Sesta variante (1964-65)
Tra il settembre del 1964 e il luglio del 1965, ricomparve un motore 2.5 valvole in testa, anche se stavolta le differenze rispetto alle altre varianti furono maggiori: qui cambiarono per esempio le misura di alesaggio e corsa, pari rispettivamente a 83 x 76,5 mm, per una cilindrata totale di 2483 cm3. L'alimentazione era a carburatore invertito e la potenza massima era di 85 CV, poi passati a 90 CV a 4100 giri/min, mentre la coppia massima era di 179 Nm tra 1400 e 2400 giri/min. Solo gli ultimi motori, prodotti a partire dall'aprile del 1964, si fermavano a 170 Nm a 2600 giri/min. Quest'ultima variante venne montata sotto il cofano delle Opel Kapitän A e Admiral A previste per il mercato austriaco, mentre le prime trovarono applicazione nelle Kapitän 2.5, sempre previste per l'Austria.

### Versione da 2.6 litri
Questa è la versione che nel 1959 ha sostituito l'ormai vetusta unità motrice da 2.5 litri, risalente a 22 anni prima. Il nuovo propulsore, grazie a nuove misure di alesaggio e corsa (85x76.5 mm), raggiungeva una cilindrata di 2605 cc. Tale propulsore, pur essendo stato prodotto per minor tempo (solo 6 anni), ha potuto comunque usufruire di alcuni aggiornamenti, ed è stato proposto così in due varianti.

#### Prima variante (1959-64)
La prima variante è stata montata unicamente sulle Opel Kapitän P2 (1959-64). Essa erogava una potenza massima di 90 CV a 4100 giri/min, con una coppia massima di 190 N·m costanti tra 1300 e 2500 giri/min.

#### Seconda variante (1964-66)
La seconda variante ha beneficiato di alcune migliorie tali da portare la potenza massima a 100 CV a 4100 giri/min. Leggermente peggiorata, invece, l'erogazione di coppia motrice, che raggiungeva 185 N·m (anziché 190) a 2400 giri/min. Tra le novità più significative di questo motore, vi è da segnalare l'introduzione delle punterie idrauliche. Questo motore è stata l'ultima evoluzione della famiglia OHV Six, ed è stato montato su:
- Opel Kapitän A 2.6 (1964-65);
- Opel Rekord A 2.6 (1964-65);
- Opel Rekord B 2.6 (1965-66).

### Versione da 3.6 litri
Una delle prime versioni dei motori della famiglia OHV Six aveva alesaggio e corsa pari a 90x95 mm, per una cilindrata complessiva di 3626 cc. Questo motore raggiungeva una potenza massima di 75 CV a 3200 giri/min, con un picco di coppia pari a 210 N·m a 1700 giri/min.

Questo motore è stato montato solo sulle Opel Admiral prodotte dal 1937 al 1939.